# Беніаджар
Беніаджар (валенс. Beniatjar, ісп. Beniatjar) — муніципалітет в Іспанії, у складі автономної спільноти Валенсія, у провінції Валенсія. Населення — 273 особи (2010).

## Географія
Муніципалітет розташований на відстані близько 330 км на південний схід від Мадрида, 70 км на південь від Валенсії.

## Демографія
Динаміка населення (INE ):

## Галерея зображень

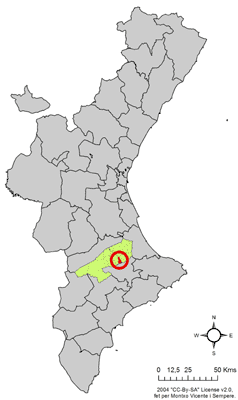
Розташування муніципалітету Беніаджар у автономній спільноті Валенсія
Розташування муніципалітету Беніаджар у комарці Вальє-де-Альбайда